# Regeringen Katainen

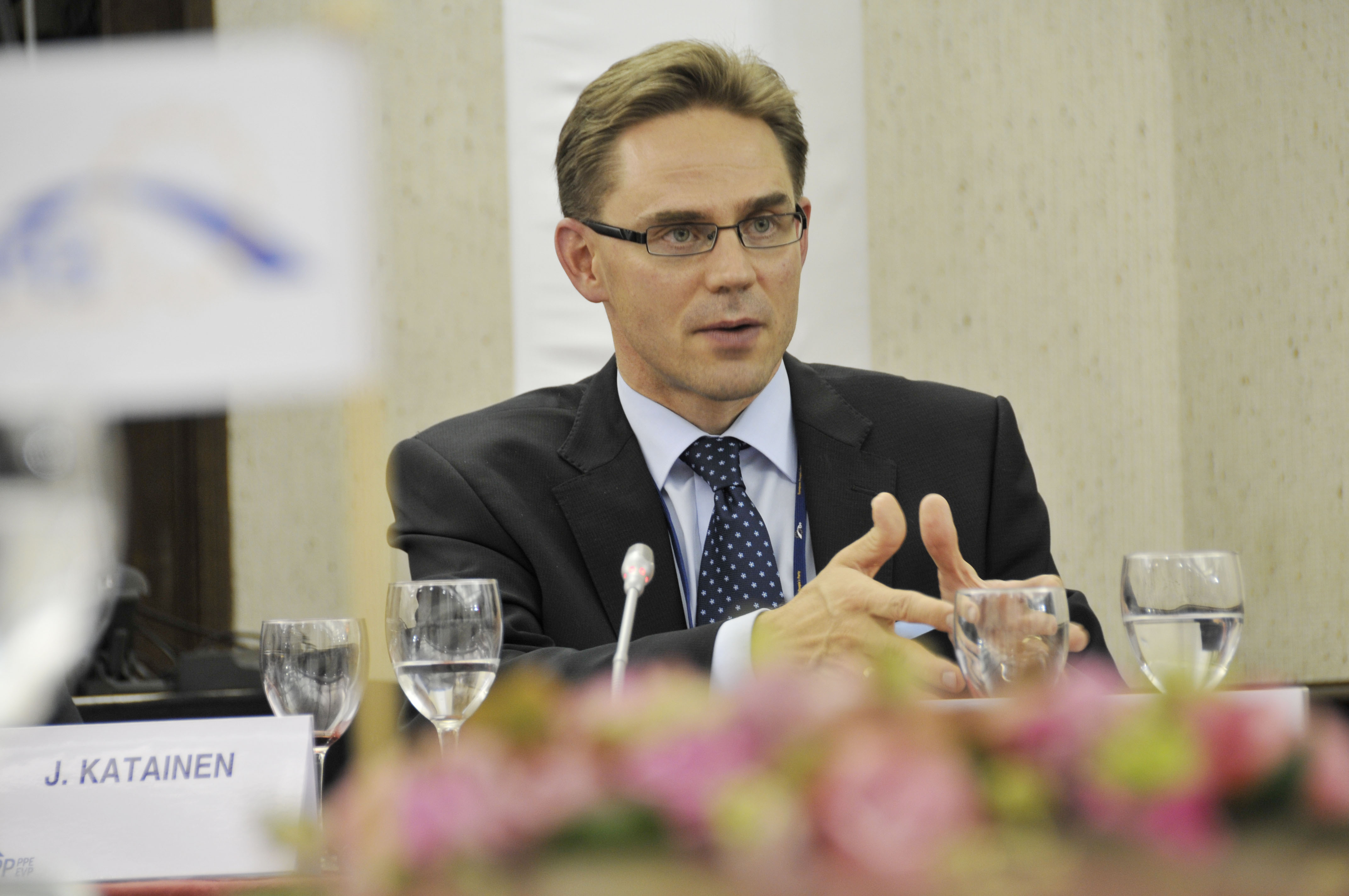
Statsminister Jyrki Katainen.

Regeringen Katainen var Republiken Finlands 72:a regering, som bildades den 22 juni 2011, som en följd av resultatet i 2011 års riksdagsval. Regeringschef var Samlingspartiets ordförande statsminister Jyrki Katainen. Det var första gången sedan regeringen Holkeri (1987–1991) Samlingspartiet hade statsministerposten i en regering.
Förutom Samlingspartiet ingick också Finlands socialdemokratiska parti, Gröna förbundet, Svenska folkpartiet i Finland och Kristdemokraterna i Finland i regeringen. Från början ingick även Vänsterförbundet. De sex regeringspartierna hade från början tillsammans 126 (varav en riksdagens talman som inte brukar delta i voteringar) av riksdagens 200 mandat, men strax efter regeringen tillträde fick Vänsterförbundets riksdagsledamöter Markus Mustajärvi och Jyrki Yrttiaho lämna sitt parti då de hade röstat emot regeringen i en förtroendeomröstning 30 juni 2011. Vänsterförbundet meddelade emellertid i mars 2014 att partiet skulle lämna regeringen och att Vänsterförbundets tolv kvarvarande riksdagsledamöter skulle sluta stödja den.
I april 2014 meddelade statsminister Katainen att han skulle avgå som partiledare och statsminister. Till hans efterträdare valde Samlingspartiet Europa- och utrikeshandelsminister Alexander Stubb den 14 juni 2014. Två dagar senare begärde Katainen sitt och därmed regeringens avsked, och den 24 juni utnämnde presidenten regeringen Stubb med samma partisammansättning som den avgående regeringen.

## Ministrar
| Befattning                                      | Befattningshavare | Befattningshavare         | Tillträdde       | Avgick           | Parti               |
| ----------------------------------------------- | ----------------- | ------------------------- | ---------------- | ---------------- | ------------------- |
| Statsminister                                   |                   | Jyrki Katainen            | 22 juni 2011     | 24 juni 2014     | Samlingspartiet     |
| Finansminister Statsministerns ställföreträdare |                   | Jutta Urpilainen          | 22 juni 2011     | 6 juni 2014      | Socialdemokraterna  |
| Finansminister Statsministerns ställföreträdare |                   | Antti Rinne               | 6 juni 2014      | 24 juni 2014     | Socialdemokraterna  |
| Förvaltnings- och kommunminister                |                   | Henna Virkkunen           | 22 juni 2011     | 4 april 2014     | Samlingspartiet     |
| Trafik- och kommunminister                      |                   | Henna Virkkunen           | 4 april 2014     | 24 juni 2014     | Samlingspartiet     |
| Utrikesminister                                 |                   | Erkki Tuomioja            | 22 juni 2011     | 24 juni 2014     | Socialdemokraterna  |
| Europa- och utrikeshandelsminister              |                   | Alexander Stubb           | 22 juni 2011     | 24 juni 2014     | Samlingspartiet     |
| Utvecklingsminister                             |                   | Heidi Hautala             | 22 juni 2011     | 17 oktober 2013  | De gröna            |
| Utvecklingsminister                             |                   | Pekka Haavisto            | 17 oktober 2013  | 24 juni 2014     | De gröna            |
| Justitieminister                                |                   | Anna-Maja Henriksson      | 22 juni 2011     | 24 juni 2014     | Svenska folkpartiet |
| Inrikesminister                                 |                   | Päivi Räsänen             | 22 juni 2011     | 24 juni 2014     | Kristdemokraterna   |
| Försvarsminister                                |                   | Stefan Wallin             | 22 juni 2011     | 5 juli 2012      | Svenska folkpartiet |
| Försvarsminister                                |                   | Carl Haglund              | 5 juli 2012      | 24 juni 2014     | Svenska folkpartiet |
| Undervisningsminister                           |                   | Jukka Gustafsson          | 22 juni 2011     | 24 maj 2013      | Socialdemokraterna  |
| Undervisningsminister                           |                   | Krista Kiuru              | 24 maj 2013      | 4 april 2014     | Socialdemokraterna  |
| Undervisnings- och kommunikationsminister       |                   | Krista Kiuru              | 4 april 2014     | 24 juni 2014     | Socialdemokraterna  |
| Kultur- och idrottsminister                     |                   | Paavo Arhinmäki           | 22 juni 2011     | 4 april 2014     | Vänsterförbundet    |
| Kultur- och bostadsminister                     |                   | Pia Viitanen              | 4 april 2014     | 24 juni 2014     | Socialdemokraterna  |
| Jord- och skogsbruksminister                    |                   | Jari Koskinen             | 22 juni 2011     | 24 juni 2014     | Samlingspartiet     |
| Trafikminister                                  |                   | Merja Kyllönen            | 22 juni 2011     | 4 april 2014     | Vänsterförbundet    |
| Kommunikation- och bostadsminister              |                   | Krista Kiuru              | 22 juni 2011     | 24 maj 2013      | Socialdemokraterna  |
| Kommunikation- och bostadsminister              |                   | Pia Viitanen              | 24 maj 2013      | 4 april 2014     | Socialdemokraterna  |
| Näringsminister                                 |                   | Jyri Häkämies             | 22 juni 2011     | 16 november 2012 | Samlingspartiet     |
| Näringsminister                                 |                   | Jan Vapaavuori            | 16 november 2012 | 24 juni 2014     | Samlingspartiet     |
| Arbetsminister                                  |                   | Lauri Ihalainen           | 22 juni 2011     | 24 juni 2014     | Socialdemokraterna  |
| Social- och hälsovårdsminister                  |                   | Paula Risikko             | 22 juni 2011     | 24 juni 2014     | Samlingspartiet     |
| Omsorgsminister                                 |                   | Maria Guzenina-Richardson | 22 juni 2011     | 24 maj 2013      | Socialdemokraterna  |
| Omsorgsminister                                 |                   | Susanna Huovinen          | 24 maj 2013      | 24 juni 2014     | Socialdemokraterna  |
| Miljöminister                                   |                   | Ville Niinistö            | 22 juni 2011     | 24 juni 2014     | De gröna            |